# Hendry County
Hendry County är ett administrativt område i delstaten Florida, USA, med 39 140 invånare. Den administrativa huvudorten (county seat) är LaBelle. 

## Geografi
Enligt United States Census Bureau har countyt en total area på 3 082 km². 2 986 km² av den arean är land och 96 km² är vatten. 

### Angränsande countyn
- Glades County, Florida - nord
- Martin County, Florida - nordöst
- Okeechobee County, Florida - nordöst
- Palm Beach County, Florida - öst
- Broward County, Florida - sydöst
- Collier County, Florida - syd
- Lee County, Florida - väst
- Charlotte County, Florida - väst